# 10th ANNIVERSARY BEST ★ Plus 2
『10th ANNIVERSARY BEST ★ Plus 2』（テンス アニバーサリー ベスト プラス ツー）は、ロードオブメジャーの2枚目のベスト・アルバムである。2012年8月29日にJUNK MUSEUMよりリリース。

## 概要
バンド結成10周年を記念したベスト・アルバム。バンド自体は2007年に解散しており、解散後のリリースは前作の『SILVER ROAD 〜REMIX〜』以来2枚目となる。
シングル8曲（「雑走/足跡」の「足跡」、「蒼天に向かって」、「偶然という名の必然」は未収録）、C/W曲およびアルバム収録曲から7曲、未発表曲2曲の全17曲で構成されている。
本作のリリースに伴い、発売日29日にニコニコ生放送にて、「大切なもの」、「僕らだけの歌」、「心絵」、「親愛なるあなたへ...」のミュージック・ビデオと、ライブ『あっぱれ!秋っ晴れナイトっ!!2005』の映像が放送された。
ボーカル・北川賢一自身、幼少時代阪神・淡路大震災を経験しており、東日本大震災の際に「何か出来ることはないか」という事から実現した。

## 収録曲
- 太字は未発表曲。

| 全編曲: ロードオブメジャー（特記以外）。 |                                                        |                    |                              |       |
| #                                        | タイトル                                               | 作詞               | 作曲                         | 時間  |
| 1.                                       | 「君らしくあれ」                                       | ロードオブメジャー | ロードオブメジャー           | 4:06  |
| 2.                                       | 「心絵」                                               | 北川賢一           | 北川賢一                     | 4:21  |
| 3.                                       | 「さらば碧き面影」                                     | 北川賢一           | 北川賢一                     | 3:41  |
| 4.                                       | 「PLAY THE GAME」(編曲: ロードオブメジャー・山本恭司)  | ロードオブメジャー | ロードオブメジャー・山本恭司 | 4:09  |
| 5.                                       | 「ENERGY」(編曲: ロードオブメジャー・山本恭司)         | ロードオブメジャー | 北川賢一                     | 3:54  |
| 6.                                       | 「Evolving!!」                                         | 北川賢一           | 北川賢一・近藤信政           | 3:38  |
| 7.                                       | 「スコール」                                           | 北川賢一           | 北川賢一                     | 3:31  |
| 8.                                       | 「雑走」                                               | 上原彰兼・北川賢一 | 近藤信政・北川賢一           | 4:30  |
| 9.                                       | 「row,row,row」                                        | 北川賢一           | 北川賢一・近藤信政           | 4:32  |
| 10.                                      | 「君がため」                                           | 北川賢一           | 近藤信政・北川賢一           | 3:51  |
| 11.                                      | 「僕らだけの歌」                                       | 北川賢一           | 北川賢一                     | 3:20  |
| 12.                                      | 「視界良好」                                           | 北川賢一           | 北川賢一                     | 2:55  |
| 13.                                      | 「親愛なるあなたへ...」                                | 北川賢一           | 北川賢一                     | 4:55  |
| 14.                                      | 「僕らの夜明け前」(編曲: ロードオブメジャー・山本恭司) | 北川賢一           | 北川賢一                     | 4:57  |
| 15.                                      | 「ある春の隣で」                                       | 北川賢一           | 北川賢一                     | 4:51  |
| 16.                                      | 「声はやがて」                                         | 北川賢一           | 北川賢一                     | 4:30  |
| 17.                                      | 「大切なもの」                                         | 北川賢一           | 北川賢一・近藤信政           | 3:08  |
| 合計時間:                                | 合計時間:                                              | 合計時間:          | 合計時間:                    | 68:49 |

### 曲解説
1. 君らしくあれ
元々アニメ『MAJOR』のオープニングテーマのために制作された曲。
2. 心絵
3. さらば碧き面影
4. PLAY THE GAME
5. ENERGY
6. Evolving!!
7. スコール
8. 雑走
9. row,row,row
10. 君がため
11. 僕らだけの歌
12. 視界良好
13. 親愛なるあなたへ...
14. 僕らの夜明け前
15. ある春の隣で
16. 声はやがて
17. 大切なもの
歌詞カードが、ボーカルの北川賢一による手書き仕様になっている。